# Campeonato da NACAC de Corta-Mato de 2014
O Campeonato da NACAC de Corta-Mato de 2014 foi a 10ª edição da competição organizada pela NACAC no dia 22 de fevereiro de 2014. Teve como sede a ilha de Tobago, em Trinidad e Tobago, sendo disputadas 4 categorias entre sênior e júnior. Contou com a presença de 103 atletas convidados de 10 nacionalidades, tendo como destaque os Estados Unidos com 10 medalhas no total, sendo 6 de ouro. 

## Medalhistas
Esses foram os resultados do campeonato. 
| Evento                             | Ouro                            | Ouro     | Prata                      | Prata    | Bronze                              | Bronze   |
| ---------------------------------- | ------------------------------- | -------- | -------------------------- | -------- | ----------------------------------- | -------- |
| Sênior masculino 8.1 km            | Joseph Gray · Estados Unidos    | 24:13.86 | Oscar Mateo Cerón · México | 24:25.31 | Gregory Montgomery · Estados Unidos | 24:32.67 |
| Sênior feminino 6.075 km           | Kellyn Johnson · Estados Unidos | 20:09.46 | Rachel Hannah · Canadá     | 20:29.79 | Carrie Dimoff · Estados Unidos      | 20:31.48 |
| Júnior masculino (Sub-20) 6.075 km | Sean McGorty · Estados Unidos   | 18:11.30 | Ben Flanagan · Canadá      | 18:25.10 | Sam Wharton · Estados Unidos        | 18:29.96 |
| Júnior feminino (Sub-20) 4.05 km   | Jaimie Phelan · Canadá          | 13:38.93 | Jillian Forsey · Canadá    | 13:39.91 | Claire Smith · Canadá               | 13:43.27 |
| Equipe                             |                                 |          |                            |          |                                     |          |
| Sênior masculino                   | Estados Unidos                  | 16       | Canadá                     | 30       | Jamaica                             | 47       |
| Sênior feminino                    | Estados Unidos                  | 16       | Canadá                     | 25       | Trinidad e Tobago                   | 58       |
| Júnior masculino (Sub-20)          | Estados Unidos                  | 14       | Canadá                     | 28       | Porto Rico                          | 61       |
| Júnior feminino (Sub-20)           | Canadá                          | 16       | Estados Unidos             | 22       | Porto Rico                          | 61       |

## Quadro de medalhas
| Ordem | País              | Medalha de ouro | Medalha de prata | Medalha de bronze | Total |
| ----- | ----------------- | --------------- | ---------------- | ----------------- | ----- |
| 1     | Estados Unidos    | 6               | 1                | 3                 | 10    |
| 2     | Canadá            | 2               | 6                | 1                 | 9     |
| 3     | México            | 0               | 1                | 0                 | 1     |
| 4     | Porto Rico        | 0               | 0                | 2                 | 2     |
| 5     | Jamaica           | 0               | 0                | 1                 | 1     |
| 5     | Trinidad e Tobago | 0               | 0                | 1                 | 1     |
| Total | Total             | 8               | 8                | 8                 | 24    |

## Participação
Segundo uma contagem não oficial participaram 103 atletas de 10 nacionalidades.
| - Bahamas (2) - Bermudas (4) - Canadá (22) - República Dominicana (1) | - Jamaica (17) - México (6) - Porto Rico (12) | - Trinidad e Tobago (20) - Estados Unidos (18) - Ilhas Virgens Americanas (1) |